# マウリシオ・アロス
マウリシオ・アロス（Mauricio Fernando Aros Bahamonde、1976年3月9日 - ）は、チリの元サッカー選手。元チリ代表。ポジションはディフェンダー。

## 来歴
1998年4月にチリ代表デビュー。6月の1998 FIFAワールドカップにも出場した。その後、コパ・アメリカに3大会に出場した。2004年までに27試合に出場した。

## 代表歴

### 出場大会
- チリ代表
  - 1998 FIFAワールドカップ

### 試合数
- 国際Aマッチ 27試合 0得点（1998年-2004年）[1]

| チリ代表 | 国際Aマッチ | 国際Aマッチ |
| 年       | 出場        | 得点        |
| -------- | ----------- | ----------- |
| 1998     | 5           | 0           |
| 1999     | 8           | 0           |
| 2000     | 7           | 0           |
| 2001     | 5           | 0           |
| 2002     | 0           | 0           |
| 2003     | 0           | 0           |
| 2004     | 2           | 0           |
| 通算     | 27          | 0           |